# 圣日耳曼迪佩尔
圣日耳曼迪佩尔（法語：Saint-Germain-du-Pert，法語發音：[sɛ̃ ʒɛʁmɛ̃ dy pɛʁ] ⓘ）是法国卡尔瓦多斯省的一个市镇，属于巴约区。

## 地理
圣日耳曼迪佩尔（49°20'11"N, 1°2'27"W）面积6.03 平方千米，位于法国诺曼底大区卡爾瓦多斯省，该省份为法国西北部沿海省份，北濒大西洋英吉利海峡，东北与滨海塞纳省以海上边界相接，东临厄尔省，南至奧恩省，西与芒什省接壤。
与圣日耳曼迪佩尔接壤的市镇（或旧市镇、城区）包括：拉康布、卡尔东维尔、蒙夫雷维尔、奥斯芒维尔。

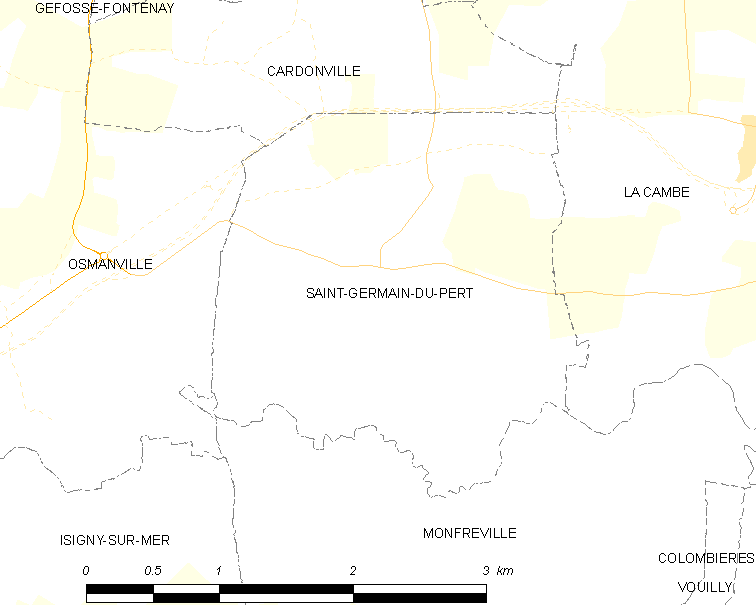
圣日耳曼迪佩尔的OSM定位图

圣日耳曼迪佩尔的时区为UTC+01:00、UTC+02:00（夏令时）。

## 行政
圣日耳曼迪佩尔的邮政编码为14230，INSEE市镇编码为14586。

## 政治
圣日耳曼迪佩尔所属的省级选区为特雷维耶尔县。

## 人口

1962-2008年间圣日耳曼迪佩尔人口变化图示

圣日耳曼迪佩尔于2022年1月1日时的人口数量为151人。